# Karen Moe
Karen Patricia Moe-Thornton  (ur. 22 stycznia 1953 w Del Monte na Filipinach) – amerykańska pływaczka, złota medalistka olimpijska z Monachium.
Specjalizowała się w stylu motylkowym, choć startowała także w grzbietowym. Na igrzyskach debiutowała w Monachium w 1972, startowała także cztery lata później. Podczas pierwszego startu sięgnęła po złoto na dystansie 200 metrów motylkiem, w 1976 roku zajęła czwarte miejsce. Czterokrotnie biła rekordy świata.
W 1992 została przyjęta w poczet członków International Swimming Hall of Fame.